# La Pepehua
La Pepehua är en ort i Mexiko.   Den ligger i kommunen Medellín och delstaten Veracruz, i den sydöstra delen av landet, 300 km öster om huvudstaden Mexico City. La Pepehua ligger 24 meter över havet och antalet invånare är 154.
Terrängen runt La Pepehua är mycket platt. Runt La Pepehua är det ganska glesbefolkat, med 43 invånare per kvadratkilometer. Närmaste större samhälle är El Tejar, 16,9 km norr om La Pepehua. Trakten runt La Pepehua består till största delen av jordbruksmark.